# Єрдяки
Єрдяки́ (рос. Ердяки) — присілок у складі Даровського району Кіровської області, Росія. Входить до складу Верховонданського сільського поселення.
Населення становить 11 осіб (2010, 25 у 2002).
Національний склад станом на 2002 рік — росіяни 100 %.